# N-154
El Acceso a Llivia (N-154) es una carretera nacional española que comunica la población de Puigcerdá y el exclave de Llivia. Tiene un trazado de 7 km.
Inicia su recorrido en la población de Puigcerdá enlazando con las carreteras:
- N-152 que se dirige a Ripoll y Barcelona.
- N-260 que se dirige a Seo de Urgel.
- N116 que se dirige a Perpiñán.

Continúa su recorrido atravesando la frontera entre España y Francia enlazando con la N20 que se dirige a Ax-les-Thermes y Toulouse, entra en el exclave de Llivia atravesando la localidad de Llivia y finaliza su recorrido en el límite con la frontera con Francia en dirección a la localidad de Saillagouse.
Durante el tramo francés, la carretera obtiene el nombre de D68, de acuerdo con las normas de nomenclatura de las carreteras francesas, además de poseer un tercer nombre, C-671, aplicado por la Generalidad de Cataluña para el traspaso de la carretera del gobierno español al gobierno autonómico, traspaso que nunca se dio.  

## Recorrido
| Puigcerdà ( N-152 ) - D33C | Puigcerdà ( N-152 ) - D33C              | Puigcerdà ( N-152 ) - D33C      | Puigcerdà ( N-152 ) - D33C |
| Elemento y velocidad       | Esquema                                 | Nombre de Salida                | Carretera que enlaza       |
| -------------------------- | --------------------------------------- | ------------------------------- | -------------------------- |
|                            |                                         | Puigcerdà                       | Avda. Schierbeck           |
| Hospital de Cerdanya       |                                         |                                 | Avda. Schierbeck           |
| Barcelona                  | E-9 N-152                               |                                 |                            |
| La Seu D'Urgell            | E-9 N-152                               |                                 |                            |
| Andorra                    | E-9 N-152                               |                                 |                            |
| Bourg-Madame               | N-152                                   |                                 |                            |
|                            |                                         |                                 |                            |
|                            |                                         | Camping Stel                    |                            |
|                            | Parque de Actividades Cerdanya          | camino                          |                            |
|                            | Río Reür                                |                                 |                            |
|                            |                                         | Entrada a Francia               |                            |
|                            | Paso sobre la carretera N20             |                                 |                            |
|                            |                                         | Toulouse, Foix                  | Enlace a N20               |
| Perpiñán, Bourg-Madame, Ur |                                         |                                 | Enlace a N20               |
| centro comercial           |                                         |                                 | Enlace a N20               |
| camino                     |                                         |                                 |                            |
|                            |                                         | Bourg-Madame                    | D30                        |
| Ur                         |                                         |                                 | D30                        |
|                            |                                         | Entrada a España                |                            |
|                            |                                         | LLÍVIA                          |                            |
|                            | Avinguda de Catalunya (Vía de servicio) |                                 |                            |
|                            | [ nota 1 ]                              |                                 |                            |
|                            |                                         |                                 |                            |
|                            | Carrer d'Encorones                      |                                 |                            |
|                            |                                         |                                 |                            |
|                            | Carrer de Puigcerdà                     |                                 |                            |
| Carrer de l'Esport         |                                         |                                 |                            |
|                            | Avinguda de Catalunya (Vía de servicio) |                                 |                            |
|                            |                                         |                                 |                            |
|                            |                                         |                                 |                            |
|                            |                                         | Travessera Passeig Sant Guillem |                            |
| Passeig de Sant Guillem    |                                         |                                 |                            |
| Carrer del Troc            |                                         |                                 |                            |
| Vía de servicio            |                                         |                                 |                            |
|                            |                                         |                                 |                            |
|                            | Vía de servicio                         |                                 |                            |
|                            | (x2)                                    |                                 |                            |
|                            | Carrer de la Cana                       |                                 |                            |
|                            | (x2)                                    |                                 |                            |
|                            | Vía de servicio                         |                                 |                            |
|                            | Carrer dels Reis de Mallorca            |                                 |                            |
| Carrer del Cadí            |                                         |                                 |                            |
| Carrer del Raval           |                                         |                                 |                            |
|                            | Carrer del Raval                        |                                 |                            |
| Travessera del Raval       |                                         |                                 |                            |
|                            |                                         |                                 |                            |
|                            | Vía de servicio                         |                                 |                            |
|                            | [ nota 2 ]                              |                                 |                            |
|                            | Vía de servicio                         |                                 |                            |
|                            |                                         |                                 |                            |
|                            | Estavar                                 | N-155                           |                            |
|                            | Vía de servicio                         |                                 |                            |
|                            | Río Segre                               |                                 |                            |
|                            | Vía de servicio                         |                                 |                            |
|                            | Vía de servicio                         |                                 |                            |
|                            |                                         | LLÍVIA                          |                            |
|                            |                                         | Entrada a Francia               |                            |
|                            | Fin de N-154 Inicio de D33C             | D33C                            |                            |